# Polygonum rurivagum
Polygonum rurivagum là một loài thực vật có hoa trong họ Rau răm. Loài này được Jord. ex Boreau miêu tả khoa học đầu tiên năm 1857.